# Henk Ridder

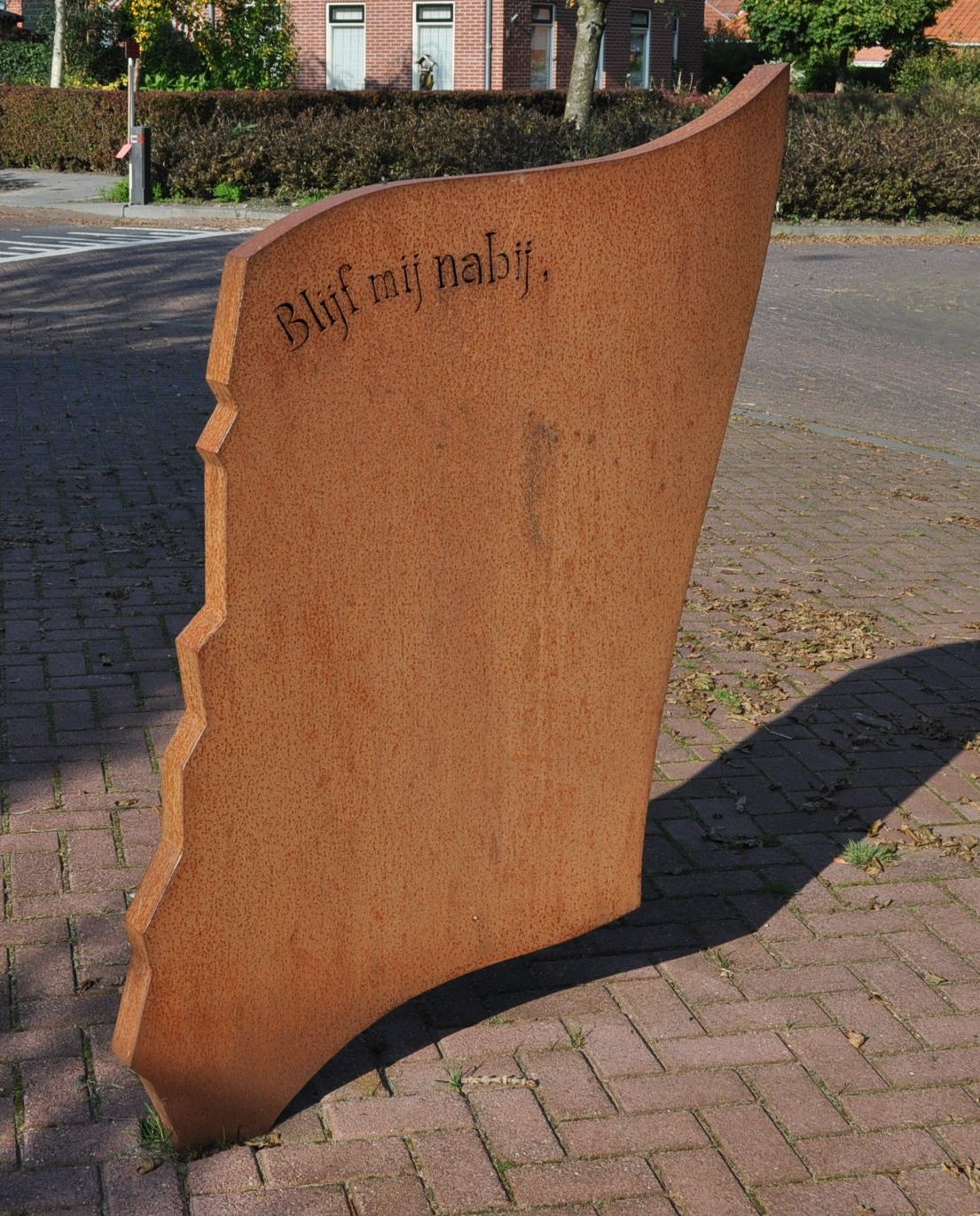
Monument Henk Ridder in Thesinge

Hendrik (Henk) Ridder (Thesinge, 4 februari 1918 – Westerbork, 28 oktober 1944) was een Nederlandse verzetsstrijder.

## Biografie
Ridder was een zoon van de landarbeider Geert Ridder en Martje Vegter. Hij was ongehuwd.
Ridder trad in het begin van 1943 toe tot het verzet, daartoe gedreven door zijn geloofsovertuiging en uit vaderlandsliefde. Hij was gereformeerd. Ridder had een leidinggevende functie in het verzet. Zo was hij onder andere in begin 1943 rayonleider in het Westerkwartier. In augustus van dat jaar had hij de leiding van het gewapend verzet in de provincie en in de zomer van 1944 vormde hij met Tonnie Leger en Jo Boltjes een knokploeg (KP). In augustus van dat jaar werd hij provinciaal leider van de KP. Vervolgens werd hij, als opvolger van Frits Brander provinciaal leider van de KP sabotage. Hij organiseerde zeven ploegen van circa 20 man. Ten slotte werd hij rayonverzorger van het Nationaal Steunfonds (NSF). Ridder hielp in de Tweede Wereldoorlog duizenden mensen in de provincie aan onderduikadressen.
Ridder was de eerste die vermoedde dat Geessien Bleeker achter het verraad van een aantal Groningse verzetsleden zat. Hij liet haar in augustus 1944 gevangennemen. Ridder besloot haar te laten leven, omdat zij alles ontkende en hij niet met zekerheid hard kon maken dat zij achter het verraad zat. Zij maakte in de laatste maanden van de oorlog nog een aantal slachtoffers in Drenthe.
Ridder werd op 18 oktober 1944 door de Sicherheitsdienst (SD) in Groningen gearresteerd en gevangengezet op het Scholtenhuis aldaar. Hij werd samen met Iman Jacob van den Bosch en Fre Legger aangehouden tijdens een overleg om alle verzetsgroepen te bundelen voor de oprichting van de Binnenlandse Strijdkrachten. Na het ondergaan van talrijke martelingen door onder andere de SD'ers Robert Lehnhoff en Zacharias Sleijfer, werd hij op 28 oktober daaropvolgend gefusilleerd in Kamp Westerbork. Ridder had niets losgelaten. Op 2 november 1944 werd zijn stoffelijk overschot begraven op het Esserveld te Groningen.
Ter herinnering aan Ridder werd kort na de oorlog in zijn geboortedorp Thesinge een plein naar hem genoemd. Op 4 mei 2008 is onder grote belangstelling op de Smidshouk aldaar een monument ter herinnering aan hem onthuld. Het monument is gemaakt door de beeldhouwer Herbert Koekkoek. Het stelt voor een bladzijde uit het liedboek (voor de Gereformeerde Kerken) waar Hendrik Ridder graag uit zong. Het blad is afgescheurd, net als zijn leven. Hij werd in 1944 in Kamp Westerbork gefusilleerd.